# Dečani
Deçan (en serbe : Dečani) est une ville et une commune/municipalité du Kosovo. Elles font partie du district de Pejë/Peć (Kosovo). En 2009, la population de la commune/municipalité était estimée par l'OSCE à 40 000 habitants. Selon le recensement kosovar de 2011, la commune comptait 38 984 habitants.
La commune de Deçan fut l’un des bastions de l’armée de libération du Kosovo (UCK). Elle a compté de nombreux soldats qui ont contribué à la renommée de la région de Dukagjini, notamment Beg Rizaj, Sali Çekaj, Ramush Haradinaj, Luan Haradinaj, Sadik Kadrijaj. Deçan est le lieu où le héros national albanais Isa Boletini (une figure importante de la résistance albanaise contre les Ottomans) a passé une partie de sa vie, plus précisément dans la localité d’Isniq.

## Localités

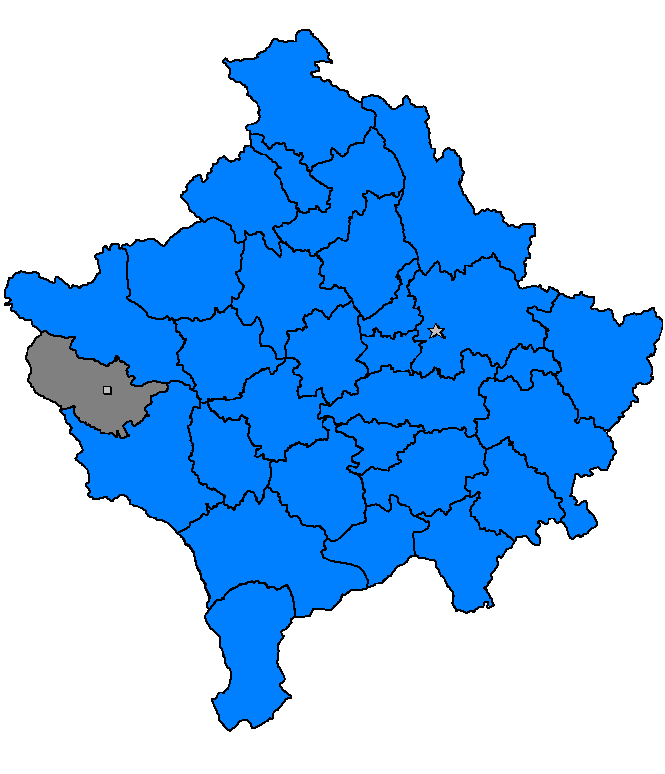
Localisation de la commune/municipalité de Deçan/Dečani au Kosovo

La commune/municipalité de Deçan/Dečani compte les localités suivantes :
| - Baballoq/Babaloć - Beleg/Beleg - Belle/Belaje - Carrabreg i Epërm/Gornji Crnobreg - Carrabreg i Ulët/Donji Crnobreg - Dashinoc/Dašinovac - Deçan/Dečani - Drenoc/Drenovac - Dubovik/Dubovik - Dubravë/Dubrava - Gjocaj/Đocaj - Gllogjan/Glođane - Gramaçel/Gramočelj - Hulaj/Huljaj | - Irzniq/Rznić - Isniq/Istinić - Jasiq/Jasić - Junik - Kodrali/Kodralija - Lëbushë/Ljubuša - Lloqan/Loćane - Llukë e Epërme/Gornja Luka - Llukë e Ulët/Donja Luka - Lumbardh/Ljumbarda - Maznik/Maznik - Papiq/Papić - Pobërgjë/Pobrđe - Pozhar/Požar | - Prapaqan/Papraćane - Prekolluk/Prekoluka - Prilep/Prilep - Rastavicë/Rastavica - Ratish i Epërm/Gornji Ratiš - Ratish i Ulët/Donji Ratiš - Shaptej/Šaptelj - Sllup/Slup - Strellc i Epërm/Gornji Streoc - Strellc i Ulët/Donji Streoc - Voksh/Vokša - Vranoc i Vogël/Mali Vranovac |

## Démographie
En mars 2009, la population totale de la commune/municipalité était estimée à un peu plus de 40 000 habitants, dont une très large majorité d'Albanais. Il existe aussi de petites minorités de Bosniaques (0,14 %), d'Égyptiens et de Roms (0,05 %).

## Politique
L'assemblée de Deçan/Dečan compte 31 membres, qui, en 2007, se répartissaient de la manière suivante :
| Parti                                  | Sièges |
| -------------------------------------- | ------ |
| Alliance pour le futur du Kosovo (AAK) | 15     |
| Ligue démocratique du Kosovo (LDK)     | 6      |
| Ligue démocratique de Dardanie (LDK)   | 6      |
| Alliance pour un nouveau Kosovo (AKR)  | 2      |
| Parti démocratique du Kosovo (PDK)     | 2      |

Musë Berisha, membre de l'AAK, a élu maire de la commune/municipalité.

## Tourisme
La commune/municipalité de Deçan/Dečani compte un certain nombre de sites ou de monuments protégés.
Sites archéologiques
- le site de Vranoc i Vogël/Mali Vranovac (Préhistoire)[3]
- le site de Baballoq/Babaloć (Préhistoire)[3]
- le tumulus illyrien d'Irzniq/Rznić (Préhistoire)[3]
- le site de Stanica à Gllogjan/Glođane (Ier-IVe siècles)[3]
- le site de Rastavicë/Rastavica (Ier-IVe siècles)[3]

Monuments culturels de Deçan/Dečani

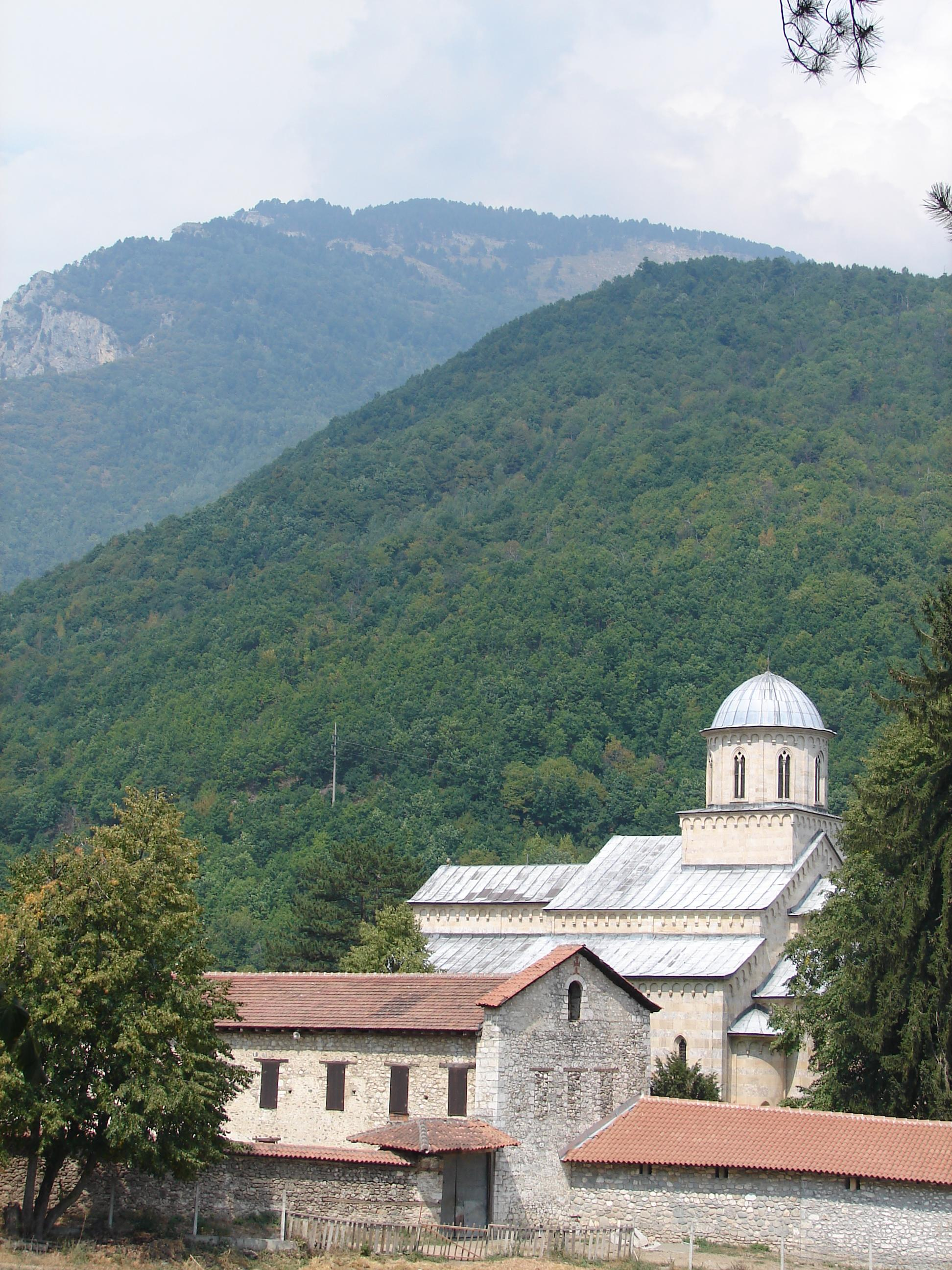
Le monastère de Visoki Dečani

- le monastère de Visoki Dečani (1327-1135)[4]
- l'ermitage de Belajska (XIVe siècle)[5]
- la tour-résidence de Ram Dobruna (XIXe siècle)[6]
- la tour-résidence de Musa Iber Hisaj (XIXe siècle)[7]
- la tour-résidence de Zimer Hima (XIXe siècle)[8]
- la tour-résidence de Redzh Ali[9]
- le moulin de Shabanajva[3]
- la mosquée[3]

Monuments culturels de Junik/Junik
- la mosquée de Lagja Qoka (1580)[3]
- la tour-résidence de Brahim Sadiku (XVIIIe siècle)[3]
- la mosquée de Lagija Hoxha (1849)[3]
- la tour-résidence de B. Hajdari (XIXe siècle)[10]
- la tour-résidence de Sadik Shehu (XIXe siècle)[11]
- la tour-résidence de Brahim Hodja (XIXe siècle)[12]
- la tour-résidence de Jah Imer (XIXe siècle)[13]
- la tour-résidence Pepši (XIXe siècle)[14]
- la tour-résidence de Sali Hoxha[3]
- la tour-résidence de Tafa Hoxha[3]
- la tour-résidence de Ram Zyber Krasniq[3]
- la tekke de la grand-mère de Tarikat Ali-Halveti[3]
- le turbe de Dada Hata[3]
- la tour-résidence de Rrusta Zeqir[3]
- le Turbe de Sheh Osman[3]
- la tour-résidence de Dervish Kasum[3]
- la tour-résidence d'Osmon Llullun[3]
- l'école élémentaire Edmon Hoxha[3]
- le cimetière de Junik[3]

Monuments culturels d'Isniq/Istinić

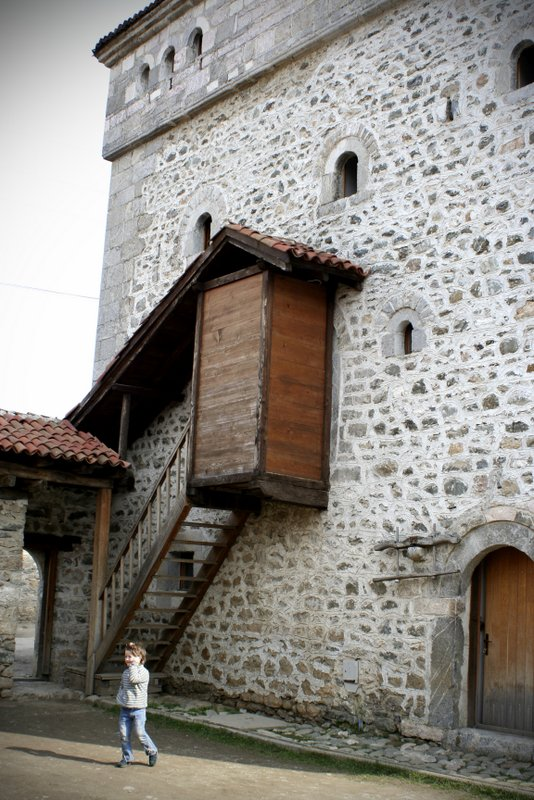
La tour-résidence de Hadji Os Miftar à Isniq/Istinić

- la tour-résidence de Hadji Os Miftar à Isniq/Istinić (XIXe siècle)[15]
- la tour-résidence de Ramiz Kuklec à Isniq/Istinić[3]
- la tour-résidence de Mehmet Dervish Çekaj à Isniq/Istinić[3]
- la mosquée d'Isniq/Istinić[3]

Autres monuments culturels
- la maison en bois de la famille Danilović à Lloqan/Loćane (1700-1710)[16]
- la tour-résidence de Lah Selman à Carrabreg i Epërm/Gornji Crnobreg (XIXe siècle)[17]
- la tour-résidence de Jah Ljoshaj à Carrabreg i Epërm/Gornji Crnobreg (XIXe siècle)[18]
- la tour-résidence de Ram Shaban à Prapaqan/Papraćane (XIXe siècle)[19]
- la tour-résidence de Shaban Curri à Strellc i Epërm/Gornji Streoc (XIXe siècle)[20]
- la tour-résidence de Hadji Zeka à Streoc (XIXe siècle)[21]
- la tour-résidence de Avdi Rustemi à Streoc (XIXe siècle)[22]
- la tour-résidence de Jusuf et Bardhosh Gërvalla à Dubovik/Dubovik (XXe siècle)[3]
- la mosquée de Carrabreg i Ulët/Donji Crnobreg[3]
- la mosquée de Pozhar/Požar[3]
- la tour-résidence de Dema Ali à Pozhar/Požar[3]
- le moulin de Beqir Halil Haxhosaj à Prekolluk/Prekoluka[3]
- la mosquée de Drenoc/Drenovac[3]
- un mejtep à Llukë e Epërme/Gornja Luka[3]
- la tour-résidence d'Ali Gec à Llukë e Ulët/Donja Luka[3]
- la tour-résidence de Shaban Murat Gjukaj à Strellc i Ulët/Donji Streoc[3]
- l'ensemble de Deshmorva à Gllogjan/Glođane[3]

## Personnalités
- Azem Maksutaj (né en 1975), Kickboxer ;
- Aferdita Kameraj (né en 1984), footballeuse ;
- Mehdin Përgjegjaj (né en 1979), chanteur ;
- Nora Istrefi (né en 1981), chanteuse ;
- Kosta Pećanac (1879–1944), un des chefs des Tchetniks ;
- Sylë Kuçi (1949-2021) acteur